# Чотириок
Чотириок (лат. Tetropium Kirby, 1837) — рід жуків з родини Скрипунових.

## Етимологія назви
Наукова латинізована назва «Tetropium» походить від давноьогрецьких слів «τετρά» і «ώψ», що буквально означає «чотири ока». Українська назва «Чотириок» — це відповідник науковій і відображає морфологію очей, розділених на дві частини: верхню і нижню (у комах фактично 4 ока).

## Розповсюдження
Види роду розповсюджені у Євразії і Північній Америці.
В Україні поширено три види:
- Чотириок коричневий — Tetropium castaneum (Linnaeus, 1758)
- Чотириок тьмяний — Tetropium fuscum (Fabricius, 1787)
- Чотириок Ґабрієлів — Tetropium gabrieli Weise, 1905

## Розмаїття
До роду Чотириок включають такі види:
1. Tetropium abietis Fall, 1912
2. Tetropium aquilonium Plavilstshikov, 1940
3. Tetropium auripilis Bates, 1885
4. Tetropium beckeri Franz, 1955
5. Чотириок коричневий — Tetropium castaneum (Linnaeus, 1758)
6. Tetropium cinnamopterum (Kirby, 1837)
7. Tetropium confragosum Holzschuh, 1981
8. Tetropium danilevskyi Sláma, 2005
9. Чотириок тьмяний — Tetropium fuscum (Fabricius, 1787)
10. Чотириок Ґабрієлів — Tetropium gabrieli Weise, 1905
11. Tetropium gracilicorne Reitter, 1889
12. Tetropium gracilicum Hayashi, 1983
13. Tetropium guatemalanum Bates, 1892
14. Tetropium morishimaorum Kusama & Takakuwa, 1984
15. Tetropium opacipenne Bates, 1885
16. Tetropium opacum Franz, 1955
17. Tetropium oreinum Gahan, 1906
18. Tetropium parallelum Casey, 1891
19. Tetropium parvulum Casey, 1891
20. Tetropium pilosicorne Linsley, 1935
21. Tetropium scabriculum Holzschuh, 1993
22. Tetropium schwarzianum Casey, 1891
23. Tetropium schwerdtfegeri Franz, 1955
24. Tetropium staudingeri Pic, 1901
25. Tetropium velutinum LeConte, 1869